# 芎蕉坑
芎蕉坑，是臺灣苗栗縣苑裡鎮的一個傳統地域名稱，位於該鎮東部。相較於今日行政區，其範圍大致為蕉埔里東南半部。

## 歷史
台灣清治末期至日治初期，芎蕉坑地區為一街庄，稱為「芎蕉坑庄」，隸屬於苗栗二堡。該庄東北與福興庄為鄰，東南與三叉河庄、拐仔湖庄為鄰，西南邊為石頭坑庄，西北邊為大埔庄。
1901年（日治明治三十四年）11月，該庄隸屬於苗栗廳。1909年（明治四十二年）10月，改隸屬於新竹廳。1920年（大正九年），該庄改制為「芎蕉坑」大字，隸屬於新竹州苗栗郡苑裡庄。1943年，苑裡庄升格為苑裡街。
戰後苑裡街改制為苑裡鎮，隸屬於新竹縣，大字亦改制為里。1950年桃、竹、苗分治，苑裡鎮改隸屬於重新成立的苗栗縣。

## 交通
縣道130號是苑裡至大湖八份的道路，大致以西北西—東南東走向蜿蜒經過芎蕉坑地區中北部，向西北西可前往舊社、苑裡市區，向東南東可前往三義、大湖八份連接省道台3線。